# Wiwash
Wiwash, naziv za onaj dio Nanticoke Indijanaca koji je ostao na području Marylanda nakon seobe ostatka plemena na sjever. Njihovo glavno selo bilo je Locust Necktown koje se nalazilo na rijeci Choptank u današjem okrugu Dorchester a satojalo se od 5 wigwama i dvije kuće od dasaka. Populacija im je 1792. iznosila između 30 i 40 duša. 

## Vanjeske poveznice
- Hodge[neaktivna poveznica]